# Айвангу
Айвангу (1926—1963) — первый эскимосский советский писатель, принадлежавший к первому поколению коренных народов Севера, получившим возможность не только устно, но и письменно излагать свои мысли на родном языке.

## Биография
Эскимос-охотник, сын известного зверобоя Кайнынана и Айнанаук, хранительницы эскимосских семейных преданий. Образование — семь классов.
В 1957 году заболел и попал в туберкулезный диспансер. В 1959 у Айвангу обострились боли в позвоночнике. С 1961 года — инвалид, прикованный к кровати. Больной туберкулезом, прикованный к постели, он до последних дней продолжал писать.
Впервые свои литературные способности Айвангу продемонстрировал осенью 1955 года, когда перевел пьесу В. Ивакина «Солнце над тундрой» о борьбе первого руководителя национального Совета Майны против шаманов на эскимосский язык и сыграл в спектакле роль Майны.
Учёные-фольклористы, этнографы долгое время использовали Айвангу как информатора. Он диктовал им сказания своей матери, переводил по их просьбе отдельные тексты, уточнял значение непонятных слов.
Однажды они предложили Айвангу самому что-нибудь написать о жизни эскимосов. Через какое-то время Айвангу передал учёным шесть ученических тетрадей: на одной страничке шли тексты на эскимосском языке, а на другой — дословный перевод на русском языке. На титульном листе первой тетрадки Айвангу сделал пометку: «Унипамсюгыт — „Рассказы“, с. Чаплино Провиденского района Магаданской области. Написал Айвангу. Имени и отчества нет. Родился в 1926 году. Образование семь классов. Инвалид. Март 1961 года».
Рукопись состояла из 17 рассказов. Позже к ним добавилась написанная Айвангу на эскимосском и на русском языке книга рассказов «История нашего села Унгазик» (сейчас хранится в архиве Чукотского окружного краеведческого музея).
Первым литературный дар эскимосского сказителя оценил Г. А. Меновщиков (1911—1991), языковед, фольклорист, доктор филологических наук, один из основоположников научного эскимосоведения, подготовив одну из его новелл для сборника прозы северян «От Москвы до тайги одна ночевка» (1961).
Один из последних рассказов «Наш птичий остров», написанный только на русском языке, показывает всю тяжесть физического состояния писателя, его тоску о прежней свободной жизни.
Рассказы Айвангу стали первыми эскимосскими произведениями литературы. В 1961 году они были переведены на русский язык и опубликованы под названием «От Москвы до тайги одна ночевка».
Его творчество представляет огромную литературную ценность не только для эскимосов, но и всех коренных народов Севера.